# Асимптотично еквівалентні системи

## Визначення
Асимптотично еквівалентними системами називаються системи диференціальних рівнянь
{\displaystyle {\frac {dx}{dt}}=f(t,x)\quad (1)}
та
{\displaystyle {\frac {dy}{dt}}=g(t,y)\quad (2)},
якщо між їх розв'язками {\displaystyle x(t)} та {\displaystyle y(t)} можна встановити взаємно однозначну відповідність таку, що
{\displaystyle \lim \limits _{t\to \infty }[x(t)-y(t)]=0.\quad (3)}

## Ознака асимптотичної еквівалентності

### Теорема Левінсона[1]
Нехай розв'язки системи
{\displaystyle {\frac {dx}{dt}}=Ax,\quad (4)}
де {\displaystyle A} — постійна {\displaystyle (n\times n)}-матриця, обмежені на {\displaystyle [0,\infty )}.
Тоді система
{\displaystyle {\frac {dy}{dt}}=[A+B(t)]y},
де {\displaystyle B(t)\in C[0,\infty )} та
{\displaystyle \int _{0}^{\infty }\lVert B(t)\rVert \,dt<\infty }
асимптотично еквівалентна системі {\displaystyle \quad (4)}.
В поданій вище формулі {\displaystyle \lVert \cdot \rVert } позначає норму матриці.